# Büren an der Aare
Büren an der Aare (em francês: Buron sur Aar) é uma comuna da Suíça, situada no distrito administrativo de Seeland, no cantão de Berna. Tem 12,7 km² de área e sua população em 2018 foi estimada em 3.580 habitantes.